# リビングストニア
リビングストニア（Livingstonia）は、マラウイ北部州のカロンガ県にある都市である。首都のリロングウェから北に435kmの場所に位置し、北部州の州都であるムズズからは南におよそ100km、車でおよそ4-5時間の距離である。

## 概要

### 町の由来と特徴
このリビングストニアの町は、1894年にスコットランド自由教会の宣教師によって設立された。名前の由来は、東アフリカ地域の調査を行い、イギリス人によるアフリカ布教活動を再燃させた功績者で、1873年にマラリアで没したデイヴィッド・リヴィングストンである。また、リヴィングストニアの住宅における特徴として、大半が赤レンガで構築されていることが知られている。

### 設立までの経緯
1875年に初の布教基地をケープ・マクレアに開設したスコットランド自由教会であったが、この土地はマラリア多発地域であったため、宣教団は北のバンダウェ（Bandawe）へと移動した。しかし、このバンダウェも健康に宜しくない土地であり、宣教団はさらにマラウイ湖とニイカ高原の中間に位置する高原地域へと移動することとなった。この、後にリビングストニアが設立される場所は海抜が高く、そのためマラリアが比較的流行しづらい傾向にある優れた土地であった。当初、伝道所しか無かったリビングストニアは、徐々に小さな町へと成長していった。

### 学校
52年間に渡り、この地の布教活動をリードしていたのはロバート・ローズ（Dr Robert Laws）であった。ローズは、その当時において当該地域で最も優れた学校をリビングストニアに設立し、後にこの学校の卒業生たちは南部アフリカ地域の近隣諸国に影響を及ぼすようになった。なお、ローズはリビングストニアの学校を大学へと発展させることを望んでいたが、後継者たちは長らくローズの夢を追求しようとはしなかった。しかし、2003年になってリビングストニアの長老派教会（Livingstonia Synod of the Church of Central Africa Presbyterian：CCAP）は今後の展望を改め、リビングストニア大学をスタートさせた。

## 人口統計
| 年   | 人口 |
| ---- | ---- |
| 2008 | 6690 |

## 輸送機関
アメリカの旅行作家として知られるポール・セローは、公共バスを利用したリヴィングストニアからリロングウェへの旅路について、著書To The Ends Of The Earth で言及している。

## 参考書籍
- Lonely Planet, Malawi, Mozambique and Zambia (1st Ed.).  1997. Lonely Planet Publications, Hawthorne, Australia.
- For the history of Livingstonia Mission and Synod see: John McCracken, Politics and Christianity in Malawi 1975-1940. The Impact of the Livingstonia Mission in the Northern Province, 2nd ed., Blantyre: CLAIM, 2000, 376 pp.

座標: 南緯10度36分 東経34度07分 / 南緯10.600度 東経34.117度